# ادگار راینهارت
ادگار راینهارت (انگلیسی: Edgar Reinhardt; ۲۱ مهٔ ۱۹۱۴ – ۱۱ ژانویهٔ ۱۹۸۵) بازیکن هندبال اهل آلمان بود.